# Kroatië op de Olympische Zomerspelen 2004
Kroatië nam deel aan de Olympische Zomerspelen 2004 in Athene, Griekenland. Met een keer goud en vijf medailles in totaal waren dit de meest succesvolle Spelen tot op dat moment.

## Medailleoverzicht
| Sport         | Olympiër | Discipline         | Medaille |
| ------------- | --- | ------------------ | -------- |
| Handbal       | Ivano Balić Davor Dominiković Mirza Džomba Slavko Goluža Nikša Kaleb Blaženko Lacković Venio Losert Valter Matošević Petar Metličić Vlado Šola Denis Špoljarić Goran Šprem Igor Vori Drago Vuković | mannen             | Goud     |
| Roeien        | Siniša Skelin Nikša Skelin | twee-zonder (m)    | Zilver   |
| Zwemmen       | Duje Draganja | 50m vrije slag (m) | Zilver   |
| Gewichtheffen | Nikolay Pechalov | -69kg (m)          | Brons    |
| Tennis        | Mario Ančić Ivan Ljubičić | dubbelspel (m)     | Brons    |

## Deelnemers en resultaten

### Atletiek
| Olympiër           | Discipline         | Resultaat | Prestatie                                                |
| ------------------ | ------------------ | --------- | -------------------------------------------------------- |
| Branko Zorko       | 1500m (m)          | 32e       | serie 3: 10e in 3.48,28                                  |
| Jurica Grabušić    | 110m horden (m)    | 43e       | serie 2: 8e in 13,87                                     |
| Siniša Ergotić     | verspringen (m)    | 26e       | kwalificatie groep A: 13e met 7,77m                      |
| Edis Elkasević     | kogelstoten (m)    | 36e       | kwalificatie groep B: 19e met 18,44m                     |
| Nedžad Mulabegović | kogelstoten (m)    | 29e       | kwalificatie groep A: 15e met 19,07m                     |
| Dragan Mustapić    | discuswerpen (m)   | 34e       | kwalificatie groep A: 16e met 54,66m                     |
| Edi Ponos          | speerwerpen (m)    | 33e       |                                                          |
| Andras Haklits     | kogelslingeren (m) | 21e       | kwalificatie groep B: 13e met 74,43m                     |
|                    |                    |           |                                                          |
| Blanka Vlašić      | hoogspringen (v)   | 11e       | kwalificatie groep A: 4e met 1,95m finale: 11e met 1,89m |
| Vera Begić         | discuswerpen (v)   | 29e       | kwalificatie groep A: 15e met 57,31m                     |
| Ivana Brkljačić    | kogelslingeren (v) | 13e       | kwalificatie groep A: 6e met 68,21m                      |
| Sanja Gavrilović   | kogelslingeren (v) | 45e       | kwalificatie groep A: 23e met 56,79m                     |

### Boksen
| Olympiër        | Discipline | Resultaat | Prestatie                          |
| --------------- | ---------- | --------- | ---------------------------------- |
| Marijo Šivolija | -81kg (m)  | 17e       | 1e ronde: V van VEN Mata: 23-31    |
| Vedran Djipalo  | -91kg (m)  | 9e        | 1e ronde: V van AUS Forsyth: 22-32 |

### Gewichtheffen
| Olympiër         | Discipline | Resultaat | Prestatie                                                       |
| ---------------- | ---------- | --------- | --------------------------------------------------------------- |
| Nikolay Pechalov | -69kg (m)  | Brons     | trekken: 3e met 150 kg stoten: 2e met 187,5 kg totaal: 337,5 kg |

### Kanovaren
| Olympiër           | Discipline    | Resultaat | Prestatie                                              |
| Slalom             | Slalom        | Slalom    | Slalom                                                 |
| ------------------ | ------------- | --------- | ------------------------------------------------------ |
| Danko Herceg       | C-1 (m)       | 12e       | voorronde: 6e in 204,17 halve finale: 12e in 203,49    |
| Dinko Mulic        | K-1 (m)       | 22e       | voorronde: 22e in 210,76                               |
| Sprint             |               |           |                                                        |
| Emanuel Horvatiček | C-1 500m (m)  | 19e       | serie 2: 5e in 1.55,528 halve finale 2: 8e in 2.06,347 |
| Emanuel Horvatiček | C-1 1000m (m) | 18e       | serie 1: 7e in 4.27,662 halve finale 2: 7e in 4.24,604 |

### Handbal
| Olympiër | Discipline | Resultaat | Prestatie |
| --- | ---------- | --------- | --- |
| Ivano Balić Davor Dominiković Mirza Džomba Slavko Goluža Nikša Kaleb Blaženko Lacković Venio Losert Valter Matošević Petar Metličić Vlado Šola Denis Špoljarić Goran Šprem Igor Vori Drago Vuković | mannen     | Goud      | groep A: 1e W van IJsland: 34-30 W van Slovenië: 27-26 W van Zuid-Korea: 29-26 W van Rusland: 26-25 W van Spanje: 30-22 kwartfinale: W van Griekenland: 33-27 halve finale: W van Hongarije: 33-31 finale: W van Duitsland: 26-24 |

| Groep A |            |             |             |             |             |            |            |            |        |
| #       | Land       | Wedstrijden | Wedstrijden | Wedstrijden | Wedstrijden | Doelpunten | Doelpunten | Doelpunten | Punten |
| #       | Land       | G           | W           | G           | V           | V          | T          | Saldo      | Punten |
| 1       | Kroatië    | 5           | 5           | 0           | 0           | 146        | 129        | +17        | 10     |
| 2       | Spanje     | 5           | 4           | 0           | 1           | 154        | 137        | +17        | 8      |
| 3       | Zuid-Korea | 5           | 2           | 0           | 3           | 148        | 148        | 0          | 4      |
| 4       | Rusland    | 5           | 2           | 0           | 3           | 145        | 145        | 0          | 4      |
| 5       | IJsland    | 5           | 1           | 0           | 4           | 143        | 158        | -15        | 2      |
| 5       | Slovenië   | 5           | 1           | 0           | 4           | 130        | 149        | -19        | 2      |

| Ronde        | Datum  | Plaats   | Land  | Score       | Land |
| ------------ | ------ | -------- | ----- | ----------- | ---- |
| Groepsfase   |        |          |       |             |      |
| 14 augustus  | Athene | Kroatië  | 34-30 | IJsland     |      |
| 16 augustus  | Athene | Slovenië | 26-27 | Kroatië     |      |
| 18 augustus  | Athene | Kroatië  | 29-26 | Zuid-Korea  |      |
| 20 augustus  | Athene | Rusland  | 25-26 | Kroatië     |      |
| 22 augustus  | Athene | Kroatië  | 30-22 | Spanje      |      |
| Kwartfinale  |        |          |       |             |      |
| 24 augustus  | Athene | Kroatië  | 33-27 | Griekenland |      |
| Halve finale |        |          |       |             |      |
| 27 augustus  | Athene | Kroatië  | 33-31 | Hongarije   |      |
| Finale       |        |          |       |             |      |
| 29 augustus  | Athene | Kroatië  | 26-24 | Duitsland   |      |

### Paardensport
| Olympiër  | Discipline  | Resultaat | Prestatie          |
| Eventing  | Eventing    | Eventing  | Eventing           |
| --------- | ----------- | --------- | ------------------ |
| Pepo Puch | individueel | 63e       | 158,20 strafpunten |

### Roeien
| Olympiër                                                | Discipline      | Resultaat | Prestatie                                                                                                |
| ------------------------------------------------------- | --------------- | --------- | --- |
| Siniša Nikša Skelin                                     | twee-zonder (m) | Zilver    | serie 2: 2e in 7.01,28 halve finale 1: 2e in 6.23,57 finale: 2e in 6.32,64                               |
| Igor Boraska Marko Dragičević Petar Milin Damir Vučičić | vier-zonder (m) | 12e       | serie 1: 4e in 6.34,05 herkansingen: 3e in 5.58,48 halve finale 2: 6e in 6.05,54 finale B: 6e in 5.57,36 |

### Schietsport
| Olympiër           | Discipline           | Resultaat | Prestatie                                      |
| ------------------ | -------------------- | --------- | ---------------------------------------------- |
| Mirela Skoko-Ćelić | 25m pistool (v)      | 27e       | kwalificatie: 27e met 569 punten (289-280)     |
| Mirela Skoko-Ćelić | 10m luchtpistool (v) | 15e       | kwalificatie: 15e met 381 punten (95-97-94-95) |

### Taekwondo
| Olympiër      | Discipline | Resultaat | Prestatie                                       |
| ------------- | ---------- | --------- | ----------------------------------------------- |
| Sandra Šarić  | -67kg (v)  | 11e       | voorronde: V van NOR Solheim: 2-5               |
| Nataša Vezmar | -67kg (v)  | 9e        | voorronde: vrij 1e ronde: V van JOR Dawani: 4-5 |

### Tafeltennis
| Olympiër                     | Discipline     | Resultaat | Prestatie |
| ---------------------------- | -------------- | --------- | --- |
| Zoran Primorac               | enkelspel (m)  | 17e       | 1e ronde: vrij 2e ronde: W van BIH Miličević: 4-1 (8-11, 11-6, 11-7, 11-8, 11-8) 3e ronde: V van CHN Ma: 1-4 (5-11, 3-11, 3-11, 11-9, 5-11)                                                                                                  |
|                              |                |           | |
| Tamara Boroš                 | enkelspel (v)  | 5e        | 1e ronde: vrij 2e ronde: vrij 3e ronde: W van ISR Kravchenko: 4-0 (11-8, 11-6, 11-5, 11-7) 4e ronde: W van BLR Pawlovitsj: 4-2 (11-5, 11-8, 9-11, 11-8, 6-11, 11-7) kwartfinale: V van CHN Zhang: 0-4 (10-12, 13-15, 11-13, 3-11)            |
| Cornelia Vaida               | enkelspel (v)  | 49e       | 1e ronde: V van AUS Fang: 0-4 (10-12, 5-11, 6-11, 11-13) |
| Tamara Boroš Kornelija Vaida | dubbelspel (v) | 5e        | 1e ronde: vrij 2e ronde: vrij 3e ronde: W van CZE Strbikova/Vachovcova: 4-1 (9-11, 11-8, 11-8, 11-7, 11-3) 4e ronde: W van HUN Bátorfi/Tóth: 4-1 (11-6, 9-11, 11-9, 11-3, 11-3) kwartfinale: V van KOR Rae/Kim: 0-4 (4-11, 5-11, 3-11, 8-11) |

### Tennis
| Olympiër                             | Discipline     | Resultaat | Prestatie |
| ------------------------------------ | -------------- | --------- | --- |
| Mario Ančić                          | enkelspel (m)  | 33e       | 1e ronde: V van GER Haas: 1-6, 5-7 |
| Ivo Karlović                         | enkelspel (m)  | 9e        | 1e ronde: W van ROU Pavel: 6-4, 6-7 (10), 6-2 2e ronde: W van FRA Clément: 7-6(4), 4-6, 6-4 3e ronde: V van ESP Moyá: 6-4, 6-7(3), 4-6 |
| Ivan Ljubičić                        | enkelspel (m)  | 9e        | 1e ronde: W van ARM Sargsian: 6-3, 6-4 2e ronde: W van FRA Johansson: 7-6(3), 6-4 3e ronde: V van USA Dent: 4-6, 4-6 |
| Mario Ančić Ivan Ljubičić            | dubbelspel (m) | Brons     | 1e ronde: W van SWE Björkman/Johansson: walk-over 2e ronde: W van CZE Damm/Suk: 7-6(6), 6-7(2), 7-5 kwartfinale: W van FRA Llodra/Santoro: 4-6, 6-3, 9-7 halve finale: V van CHI González/Massú: 5-7, 6-4, 4-6 bronzen finale: W van IND Bhupathi/Paes: 7-6(5), 4-6, 16-14 |
|                                      |                |           | |
| Jelena Kostanić                      | enkelspel (v)  | 33e       | 1e ronde: V van PUR Brandi: 5-7, 1--6 |
| Karolina Šprem                       | enkelspel (v)  | 9e        | 1e ronde: W van ARG Dulko: 7-6(6), 7-5 2e ronde: W van INA Widjaja: 6-3, 6-1 3e ronde: V van JPN Sugiyama: 6-7(6), 1-6 |
| Jelena Kostanić-Tošić Karolina Šprem | dubbelspel (m) | 9e        | 1e ronde: W van INA Prakusya/Widjaja: 6-3, 6-2 2e ronde: V van JPN Asagoe/Sugiyama: 3-6, 5-7 |

### Waterpolo
| Olympiër | Discipline | Resultaat | Prestatie |
| --- | ---------- | --------- | --- |
| Samir Barač Damir Burić Elvis Fatović Nikola Franković Igor Hinić Vjekoslav Kobeščak Danijel Premus Dubravko Šimenc Mile Smodlaka Ratko Štritof Frano Vican Goran Volarević Tihomil Vranješ | mannen     | 10e       | groep A: 5e V van Verenigde Staten: 6-7 V van Hongarije: 8-10 V van Rusland: 8-9 V van Servië en Montenegro: 8-11 W van Kazachstan: 5-4 7-12e plek: W van Egypte: 12-1 7-10e plek: V van Italië: 7-11 9-10e plek: V van Australië: 7-8 |

| Groep A |                      |             |             |             |             |        |        |        |        |
| #       | Land                 | Wedstrijden | Wedstrijden | Wedstrijden | Wedstrijden | Punten | Punten | Punten | Punten |
| #       | Land                 | G           | W           | G           | V           | V      | T      | Saldo  | Punten |
| 1       | Hongarije            | 5           | 5           | 0           | 0           | 44     | 27     | +17    | 10     |
| 2       | Servië en Montenegro | 5           | 4           | 0           | 1           | 37     | 26     | +11    | 8      |
| 3       | Rusland              | 5           | 3           | 0           | 2           | 32     | 28     | +4     | 6      |
| 4       | Verenigde Staten     | 5           | 2           | 0           | 3           | 32     | 37     | -5     | 4      |
| 5       | Kroatië              | 5           | 1           | 0           | 4           | 35     | 41     | -6     | 2      |
| 6       | Kazachstan           | 5           | 0           | 0           | 5           | 21     | 42     | −21    | 0      |

| Ronde       | Datum  | Plaats               | Land | Score            | Land |
| ----------- | ------ | -------------------- | ---- | ---------------- | ---- |
| Groepsfase  |        |                      |      |                  |      |
| 15 augustus | Athene | Kroatië              | 6-7  | Verenigde Staten |      |
| 17 augustus | Athene | Hongarije            | 10-8 | Kroatië          |      |
| 19 augustus | Athene | Kroatië              | 8-9  | Rusland          |      |
| 21 augustus | Athene | Servië en Montenegro | 11-8 | Kroatië          |      |
| 23 augustus | Athene | Kroatië              | 5-4  | Kazachstan       |      |
| 7-12e plek  |        |                      |      |                  |      |
| 25 augustus | Athene | Kroatië              | 12-1 | Egypte           |      |
| 7-10e plek  |        |                      |      |                  |      |
| 27 augustus | Athene | Italië               | 11-7 | Kroatië          |      |
| 9-10e plek  |        |                      |      |                  |      |
| 29 augustus | Athene | Australië            | 8-7  | Kroatië          |      |

### Zeilen
| Olympiër                   | Discipline | Resultaat | Prestatie                                   |
| -------------------------- | ---------- | --------- | ------------------------------------------- |
| Karlo Kuret                | finn (m)   | 4e        | 61 punten: (6-2-10-8-12-18-7-5-3-3-5)       |
| Tomislav Bašić Petar Cupać | 470 (m)    | 19e       | 136 punten: (16-10-19-5-20-26-21-25-1-7-12) |
|                            |            |           |                                             |
| Mate Arapov                | laser      | 14e       | 139 punten: (6-11-2-22-OCS-13-3-25-29-25-3) |

### Zwemmen
| Olympiër                                             | Discipline            | Resultaat | Prestatie                                                            |
| ---------------------------------------------------- | --------------------- | --------- | -------------------------------------------------------------------- |
| Duje Draganja                                        | 50m vrije slag (m)    | Zilver    | serie 8: 1e in 22,28 halve finale 2: 5e in 22,19 finale: 2e in 21,94 |
| Duje Draganja                                        | 100m vrije slag (m)   | 6e        | serie 6: 1e in 49,07 halve finale 1: 2e in 49,14 finale: 6e in 49,23 |
| Mario Delač                                          | 200m vrije slag (m)   | 54e       | serie 3: 7e in 1.55,82                                               |
| Nenad Buljan                                         | 400m vrije slag (m)   | 37e       | serie 2: 6e in 4.02,76                                               |
| Nenad Buljan                                         | 1500m vrije slag (m)  | 29e       | serie 2: 5e in 15.56,54                                              |
| Gordan Kožulj                                        | 100m rugslag (m)      | 14e       | serie 3: 1e in 55,80 halve finale 1: 7e in 56,02                     |
| Gordan Kožulj                                        | 200m rugslag (m)      | 9e        | serie 3: 2e in 2.00,94 halve finale 1: 5e in 1.59,61                 |
| Vanja Rogulj                                         | 100m schoolslag (m)   | 26e       | serie 7: 8e in 1.03,16                                               |
| Vanja Rogulj                                         | 200m schoolslag (m)   | 37e       | serie 3: 7e in 2.18,81                                               |
| Duje Draganja                                        | 100m vlinderslag (m)  | 7e        | serie 7: 3e in 52,56 halve finale 1: 2e in 52,74 finale: 7e in 52,46 |
| Krešimir Čač                                         | 200m wisselslag (m)   | 34e       | serie 3: 4e in 2.05,33                                               |
| Saša Imprić                                          | 400m wisselslag (m)   | 32e       | serie 1: 1e in 4.32,02                                               |
| Duje Draganja Mario Delač Ivan Mladina Igor Čerenšek | 4x100m vrije slag (m) | 13e       | serie 1: 7e in 3.21,01                                               |
|                                                      |                       |           |                                                                      |
| Petra Banović                                        | 200m vrije slag (v)   | 32e       | serie 3: 8e in 2.04,24                                               |
| Anita Galić                                          | 400m vrije slag (v)   | 37e       | serie 1: 6e in 4.26,09                                               |
| Anita Galić                                          | 800m vrije slag (v)   | 28e       | serie 1: 6e in 9.10,91                                               |
| Sanja Jovanović                                      | 100m rugslag (v)      | 17e       | serie 3: 2e in 1.02,47                                               |
| Sanja Jovanović                                      | 200m rugslag (v)      | 13e       | serie 4: 5e in 2.15,01 halve finale 1: 6e in 2.13,76                 |
| Smiljana Marinović                                   | 100m schoolslag (v)   | 20e       | serie 4: 7e in 1.11,00                                               |
| Smiljana Marinović                                   | 200m schoolslag (v)   | 17e       | serie 4: 7e in 2.32,52                                               |
| Petra Banović                                        | 200m wisselslag (v)   | 25e       | serie 1: 2e in 2.20,83                                               |